# Arnulf Klett

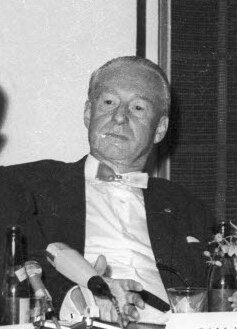
Arnulf Klett 1965 in Kiel

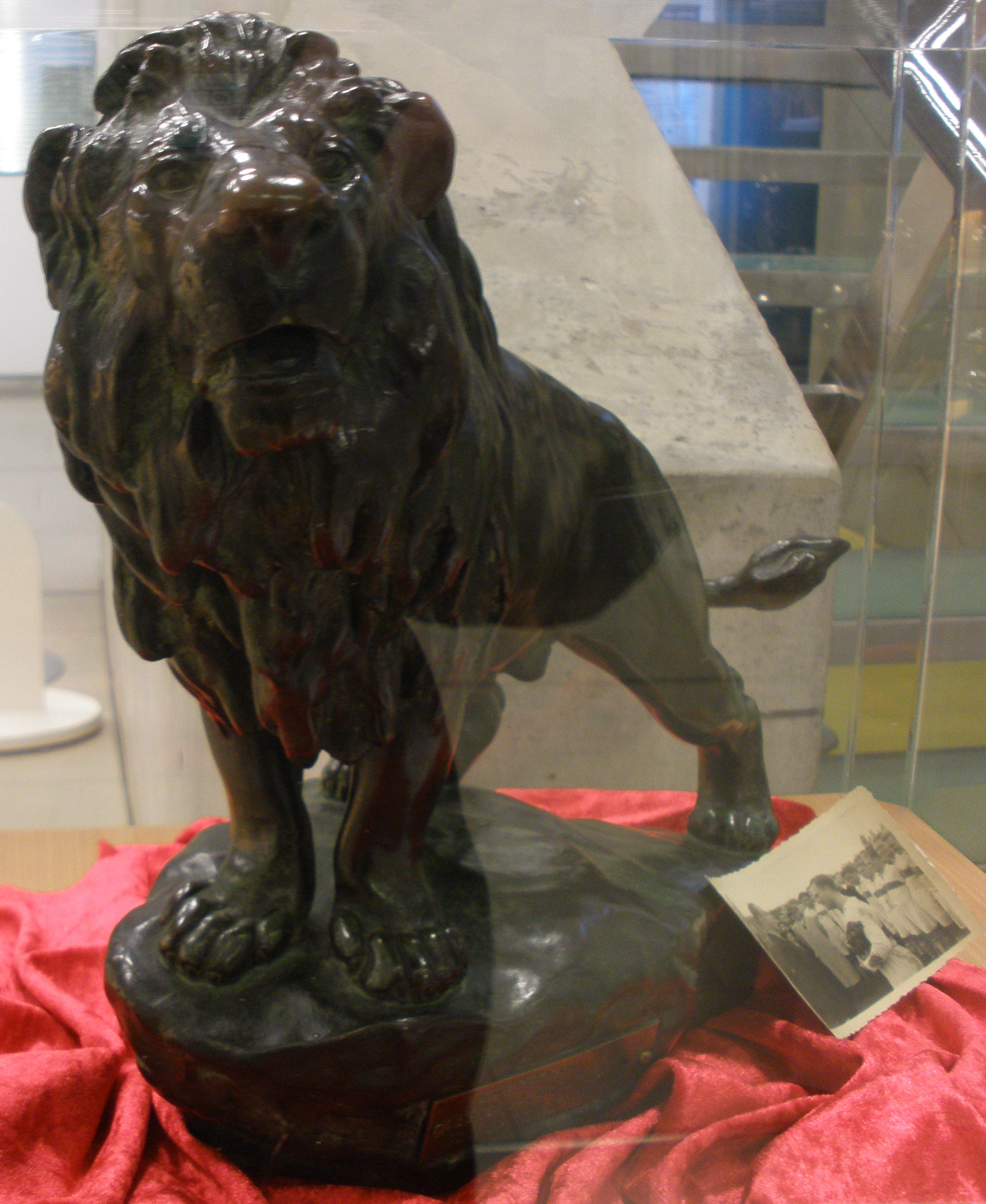
Von Arnulf Klett gestiftete Trophäe für ein Fußball-Stadtturnier in Stuttgart nach dem Zweiten Weltkrieg

Arnulf Klett (* 8. April 1905 in Stuttgart; † 14. August 1974 auf der Bühlerhöhe) war ein deutscher Politiker (parteilos) und von 1945 bis 1974 Oberbürgermeister von Stuttgart. Er war der am längsten amtierende Oberbürgermeister der Stadt.

## Leben und Wirken

### Lebenslauf
Klett war das einzige Kind des evangelischen Pfarrers Theodor Klett und seiner Frau Marie Auguste geb. Helferich. Er machte im Frühjahr 1923 sein Abitur am Dillmann-Gymnasium im Stuttgarter Westen. 1928 promovierte er als Jurist an der Eberhard-Karls-Universität in Tübingen. Dort schloss er sich der Akademischen Verbindung Igel an. Er war ab 1930 als Rechtsanwalt in Stuttgart tätig. Klett starb im Alter von 69 Jahren am 14. August 1974 während eines Kuraufenthalts auf der Bühlerhöhe und wurde auf dem Waldfriedhof Stuttgart beigesetzt. Er hinterließ einen Sohn aus erster Ehe sowie einen weiteren Sohn und zwei Töchter aus zweiter Ehe.

### Politik
Der parteilose Klett galt während des Zweiten Weltkrieges als Kritiker des NS-Regimes und verbrachte bereits 1933 zwei Monate im KZ Heuberg. Dort lernte er während ihrer gemeinsamen Haftzeit vermutlich den späteren Stuttgarter Wirtschaftsbürgermeister Otto Kraufmann kennen. Klett wurde im April 1945 von der französischen Militärverwaltung auf Empfehlung des vorherigen Oberbürgermeisters Karl Strölin (NSDAP) als Bürgermeister der Stadt Stuttgart eingesetzt. Bei der am 19. Juli 1946 vom Gemeinderat durchgeführten Oberbürgermeisterwahl setzte Klett sich mit 21 zu 26 Stimmen gegen Rudolf Gehring (SPD) durch. In seiner Funktion als Oberbürgermeister war Klett 1946 auch Mitglied der Vorläufigen Volksvertretung für das Land Württemberg-Baden. Als am 7. März 1948 die ersten freien Bürgermeisterwahlen durch die Stadtbevölkerung anstanden, setzte sich Klett mit deutlicher Mehrheit gegen seinen Stellvertreter Josef Hirn (SPD) durch; ebenso bei den folgenden Wahlen am 10. Januar 1954 (gegen KPD-Kandidat Rudolf Kohl) und am 30. Januar 1966 (das damalige Kommunalwahlgesetz sah vor, dass Bürgermeister in ihrer ersten Amtszeit für sechs und in bis zu zwei weiteren Amtszeiten für zwölf Jahre gewählt wurden), sodass er schließlich bis zu seinem Tode im Sommer 1974 im Amt blieb.
1961 begründete er gemeinsam mit Pierre Pflimlin, dem damaligen Oberbürgermeister von Straßburg, eine Städtepartnerschaft zwischen Stuttgart und Straßburg. Diese Städtepartnerschaft war das Ergebnis langjähriger Bemühungen Kletts, die Beziehung zwischen Deutschland und Frankreich zu verbessern. Daneben setzte er sich ständig für eine Verbesserung des öffentlichen Nahverkehrs in Stuttgart ein, auf seine Initiative hin entstanden wesentliche Teile des heutigen Stadtbahnnetzes.

### Klett in der Kritik
Als Oberbürgermeister war Klett auch für den Wiederaufbau der Stadt nach dem Zweiten Weltkrieg verantwortlich. Kritiker werfen ihm vor, dabei die letzten Reste des „alten Stuttgart“ durch übereilte Abrissmaßnahmen beseitigt zu haben. In der Stuttgarter Innenstadt finden sich heute nur sehr wenig Gebäude aus der Vorkriegszeit. Insbesondere der Neubau großer Teile des Stuttgarter Rathauses und der Abriss des Kronprinzenpalais (heute Kunstmuseum Stuttgart) werden heute noch kritisiert. In weiten Bevölkerungskreisen hätte man einen Wiederaufbau der beschädigten Gebäude bevorzugt.

### Weitere Ämter

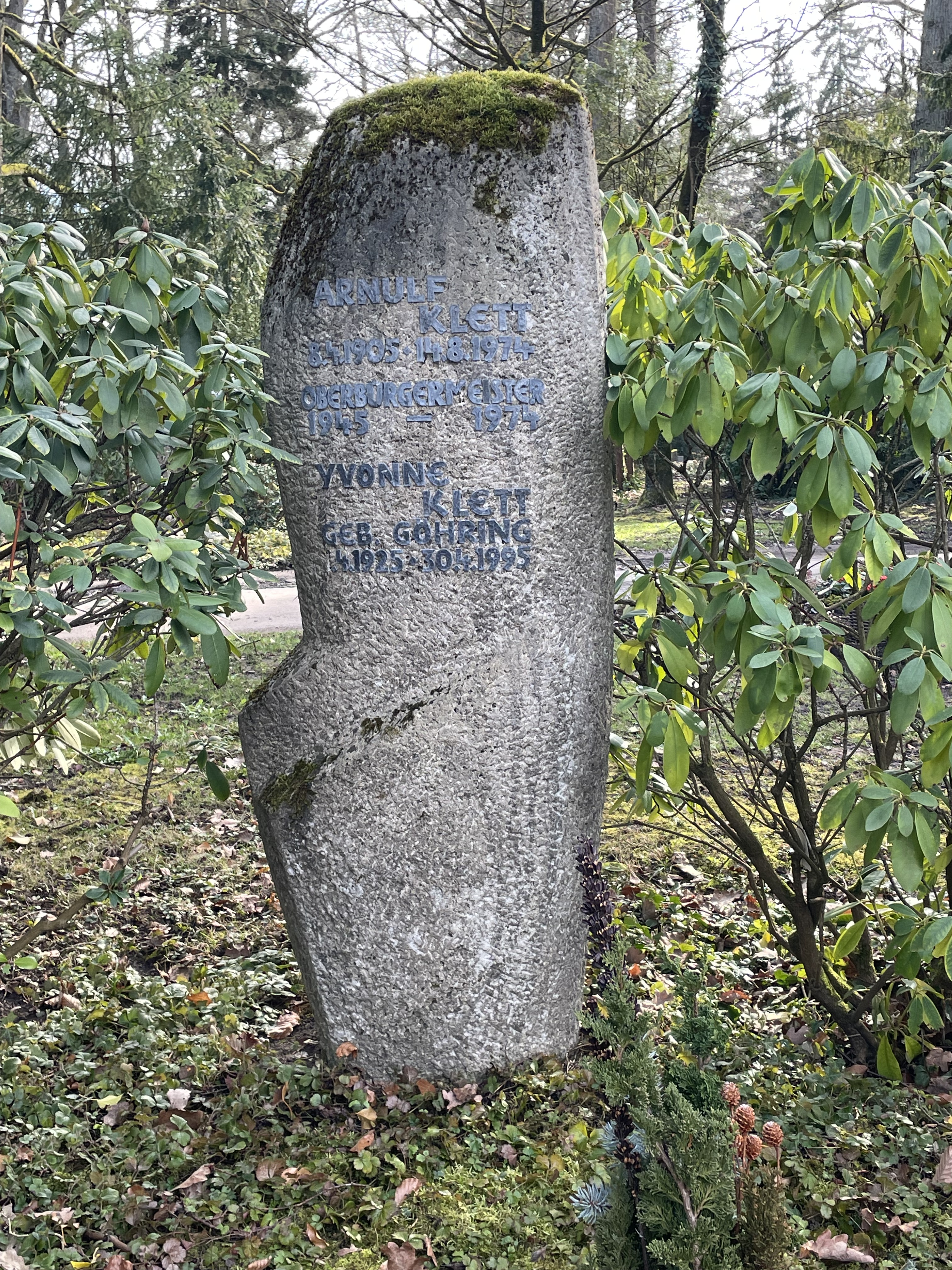
Grabstein von Arnulf Klett auf dem Waldfriedhof Stuttgart

- Grabstein von Arnulf Klett auf dem Waldfriedhof Stuttgart1954 übernahm Klett die Präsidentschaft des neugegründeten DRK-Landesverbandes Baden-Württemberg.
- Von 1963 bis 1965 war er Präsident des Deutschen Städtetages

## Ehrungen
1959 erhielt Klett das Große Bundesverdienstkreuz mit Stern. Bei der Umgestaltung des Bahnhofsvorplatzes mit der Einführung der Stadtbahn wurden der neu entstandene Platz und die unterirdische Passage, die den Hauptbahnhof mit der Innenstadt, der U-Bahn-Station und der S-Bahn-Station verbindet, im Jahr 1976 nach Arnulf Klett benannt als Arnulf-Klett-Platz. Die Städte Kansas City und Baton Rouge haben Klett zum Ehrenbürger ernannt.

## Schriften
- Bürger, Gemeinde, Staat, Deutsche Verlags-Anstalt, 1948
- Gegenwartsprobleme und Zukunftsaspekte eines leistungsfähigen öffentlichen Personennahverkehrs. Schmidt, Bielefeld 1961, ISBN 3-503-00994-9.
- Kommunale Wirtschaft, Selbstverwaltung und Finanzpolitik, Sigillum-Verlag, 1967